# Kafr Aruq
Kafr Aruq (tiếng Ả Rập: كفر عروق) là một ngôi làng Syria nằm ở Qurqania Nahiyah ở huyện Harem, Idlib. Theo Cục Thống kê Trung ương Syria (CBS), Kafr Aruq có dân số 1739 trong cuộc điều tra dân số năm 2004.